# Colisée des Recreios
Colisée des Recreios ou Colisée de Lisbonne est une salle de concert consacrée aux spectacles musicaux et qui se situe à Lisbonne. 
Il s'agit d'un théâtre qui a été fondé le 14 août 1890. La salle principale a une capacité de 2800 à 4000 spectateurs. Dans le Colisée des Recreios se tiennent aussi divers shows du théâtre, cirque, ballet, etc. 

## Artistes
Les artistes ayant déjà joués dans cette salle :
- Amália Rodrigues (Fado)
- Arctic Monkeys (rock indépendant)
- Babyshambles (rock indépendant)
- Massive Attack (Trip-Hop)
- The Hives (Garage punk)
- My Chemical Romance (Rock alternatif)
- Nightwish (Metal symphonique)
- Interpol (Rock indépendant)
- Nine Inch Nails (Metal Industrielle)
- Linkin Park (Nu Metal)
- Rammstein (Metal Industrielle)
- Thirty Seconds to Mars (Rock alternatif)
- Dimmu Borgir (Black metal)
- Patti Smith (Punk rock)
- Keane
- Madredeus (musique portugaise : l'album en public Lisboa y fut enregistré)

Le 29 juillet 2018, s’y est déroulé l’inauguration du congrès mondial d’espéranto.
Du 12 janvier au 23 janvier 2020, la chanteuse Madonna s'y produit dans le cadre de sa tournée théâtrale Madame X Tour.